# Cake and Cunnilingus Day
El Cake and Cunnilingus Day és una festa satírica celebrada el 14 d'abril com a resposta femenina l'Steak and Blowjob Day (celebrat el 14 de març). Va ser creada el 2006 per la dissenyadora web, escriptora i cineasta Ms. Naughty i des de llavors s'ha adoptat a diversos països com un dia per emfatitzar el gaudi femení i honorar les dones.

## Esdeveniments
En aquest dia, se suposa que les dones mengen pastís i reben sexe oral (cunnilingus). L'esdeveniment s'ha creat com a resposta femenina al dia de l'Steak and Blowjob Day, que se celebra un mes abans. De la mateixa manera que el Steak and Blowjob Day, que dona suport a la consciència del càncer de mama, el Cake and Cunnilingus Day ha estat destinat a donar suport a organitzacions benèfiques com la Prostate Cancer Foundation.

## Història
El 2006, la dissenyadora web, escriptora i cineasta Sra Naughty va publicar una publicació al seu blog explicant els motius de la proclamació del dia. Naughty sempre havia promogut l'erotisme que prioritzés el plaer femení i les experiències sexuals de les dones, i la necessitat de més cunnilingus a la pornografia. Ella havia sentit a parlar del dia "Steak and a Blowjob", i va decidir que era hora que les dones tinguessin una festivitat similar. El 15 de març d'aquell any va escriure l'entrada al seu blog on demanava un nou dia per celebrar el cunnilingus, i que aquest dia fos un mes després de l'Steak and a Blowjob Day (d'aquí perquè s'escollí el 14 d’abril). Després crearia un lloc web per promocionar-lo.
Deu anys després, el Cake and Cunnilingus Day hauria tingut molta repercussió mediàtica fins al punt d'aconseguir mencions a diversos blogs i una definició a Urban Dictionary, tot i que a Urban Dictionary marcarien erròniament la data del 21 de març per la celebració del Cake and Cunnilingus Day. Això va fer que juntament amb els intents de diversos imitadors d'apropiar-se d'aquest dia, creant pàgines suplantadores a Facebook usant el logotip oficial, impulsaren a Naughty a reclamar la seva autoria i idea primigènia sobre aquest dia.

## Recepció
El diari alemany Schwarzwälder Bote considerava que el dia era l'equivalent a Steak and Blowjob Day (o " Schnitzel und Blowjob Tag" ("Schniblo") com es coneix habitualment a Alemanya), mentre que Stern considerava que era una "venjança" per a aquest últim. El portal de notícies news.de considerà que "les dones són simplement fantàstiques i, per tant, no poden ser prou honrades i cuidades suficients dies a l'any". La revista d’estil de vida Jolie es preguntava si cada dia hauria de ser el Cake and Cunnilingus Day. El diari nocturn suec Expressen i la revista web Nyheter24 van declarar que era un dia per celebrar el gaudi femení, mentre que Göteborgs-Posten va incloure el dia entre les festes celebrades a l'abril. La plataforma de redacció Mynewsdesk va declarar: "També hi ha un dia per a nosaltres, les noies". El diari danès Ekstra Bladet considerava que calia prioritzar el plaer femení. El diari en línia noruec Nettavisen va afirmar que "l'origen del dia és una mica incert, però el dia s'ha marcat més o menys solemnement durant diversos anys".
A Espanya, ABC, El Confidencial i La Vanguardia consideren que el dia hauria de ser International Cunnilingus Day. El lloc web de notícies rus Life afirmà que, malgrat que semblés ximple, el dia podia aportar felicitat a les parelles. L'agència de notícies Unian va suggerir que aquest dia podia "començar amb un pastís i un ram de flors". El diari danès Politiken opinà que: "Les dones que viuen sense alegria han de tenir un aniversari anual al calendari per menjar pastissos i sentir un plaer sexual". El diari MPort ucraïnès va suggerir celebrar el dia el 20 de març.
A Itàlia, diversos diaris estaven confosos sobre els orígens del dia. Il Fatto Quotidiano va anomenar el dia "festa del sesso orale per sole donne" ("festa del sexe oral només per a dones").